# Li Xueyao
Li Xueyao (李雪尧S; 11 aprile 1995) è una saltatrice con gli sci cinese.

## Biografia
Attiva dal gennaio del 2011, la Li ha esordito ai Campionati mondiali a Oslo 2011, dove si è classificata 40ª nel trampolino normale, e in Coppa del Mondo l'11 febbraio 2012 a Ljubno (44ª); ai Mondiali di Val di Fiemme 2013 si è piazzata 42ª nel trampolino normale, a quelli di Falun 2015 37ª nel trampolino normale, a quelli di Lahti 2017 28ª nel trampolino normale e a quelli di Planica 2023 30ª nel trampolino normale, 35ª nel trampolino lungo, 8ª nella gara a squadre e 12ª nella gara a squadre mista. Non ha preso parte a rassegne olimpiche.

## Palmarès

### Coppa del Mondo
- Miglior piazzamento in classifica generale: 36ª nel 2019